# Stakka Bo
Stakka Bo (født 5. december 1966 som Johan Renck) er en svensk musiker og musikvideoinstruktør. Han har instrueret musikvideoer for førende kunstnere som Kylie Minogue og Madonna.